# Lac des Nations
Le lac des Nations est un élargissement de la rivière Magog situé au centre-ville de Sherbrooke, Québec, Canada. Il s'agit d'un lac artificiel qui a été créé par la construction d'un barrage hydro-électrique servant à alimenter l'ancienne usine de la Patton Co. On peut marcher autour de ce lac en empruntant une piste cyclable et pédestre, qui fait une boucle d'environ 3,5 km.
Le lac des Nations est au cœur du projet Cité des Rivières, plan à vocation touristique d'aménagement et de revitalisation des cours d'eau de Sherbrooke.
Traversé par la voie ferrée du Chemins de fer du Centre du Maine et du Québec (Précédemment nommé Montréal, Maine & Atlantique (autrefois : Canadien Pacifique)), il est bordé par le vaste parc Jacques-Cartier, également siège de l'école de ski nautique Jean Perrault.
Le lac des Nations attirent beaucoup de fan de sports, sois les coureurs, les cyclistes et les nombreux marcheurs. 
C'est possible que l'on observe, au Lac-des-Nations, de nombreux oiseaux (comme des canards, des goélands, des bernaches, des hérons, etc.). 

## Origine du nom
Le lac des Nations tire son nom de la compétition internationale de ski nautique qui avait eu lieu à l'été 1967. Jean Perrault, qui devint maire de Sherbrooke de 1994 à 2009, avait remporté une médaille à ce moment-là.
Le pavillon d'accueil des skieurs, le pavillon Armand-Nadeau, est toujours utilisé en 2014.

## Festivités

### Étincelles
En 2021 a eu lieu la première édition d’Étincelles. Elle commençait au niveau du lac des Nations mais la majorité des activités se trouvaient au niveau du parc Jacques-Cartier. Pour cette première édition, le budget dépensé était d’environ 650.000$. L’événement se déroulant pendant presque un mois (jusqu’au 9 janvier 2022), de nombreux visiteurs pourront s’y rendre. L’organisation a fait en sorte de pouvoir accueillir jusqu’à 3.000 personnes par jour. Sur place, on peut y voir 3 zones bien distinctes. La première est un espace de jeu, la deuxième un espace avec diverses activités et dans la troisième zone, il est possible de s'installer autour d’un feu et de boire un chocolat chaud. Cette installation temporaire de Moment Factory transforme le parc en une forêt magique grâce à une projection que l'on qualifie comme « étoilée ». La Ville de Sherbrooke annule cette activité à la suite de cette première édition.

### Fête du Lac des Nations
Chaque année, en juillet, a lieu la Fête du lac des Nations. Elle présente aux visiteurs une trentaine de spectacles musicaux et une compétition pyromusicale.
En 2024, 160 000 festivaliers étaient présents à l'évènement. Comme tous les ans, le Grand feu Bell conclut les festivités avant de se retrouver l'année suivante.   

En 2025, la Fête du Lac-des-Nations signe sa 44ème édition.  

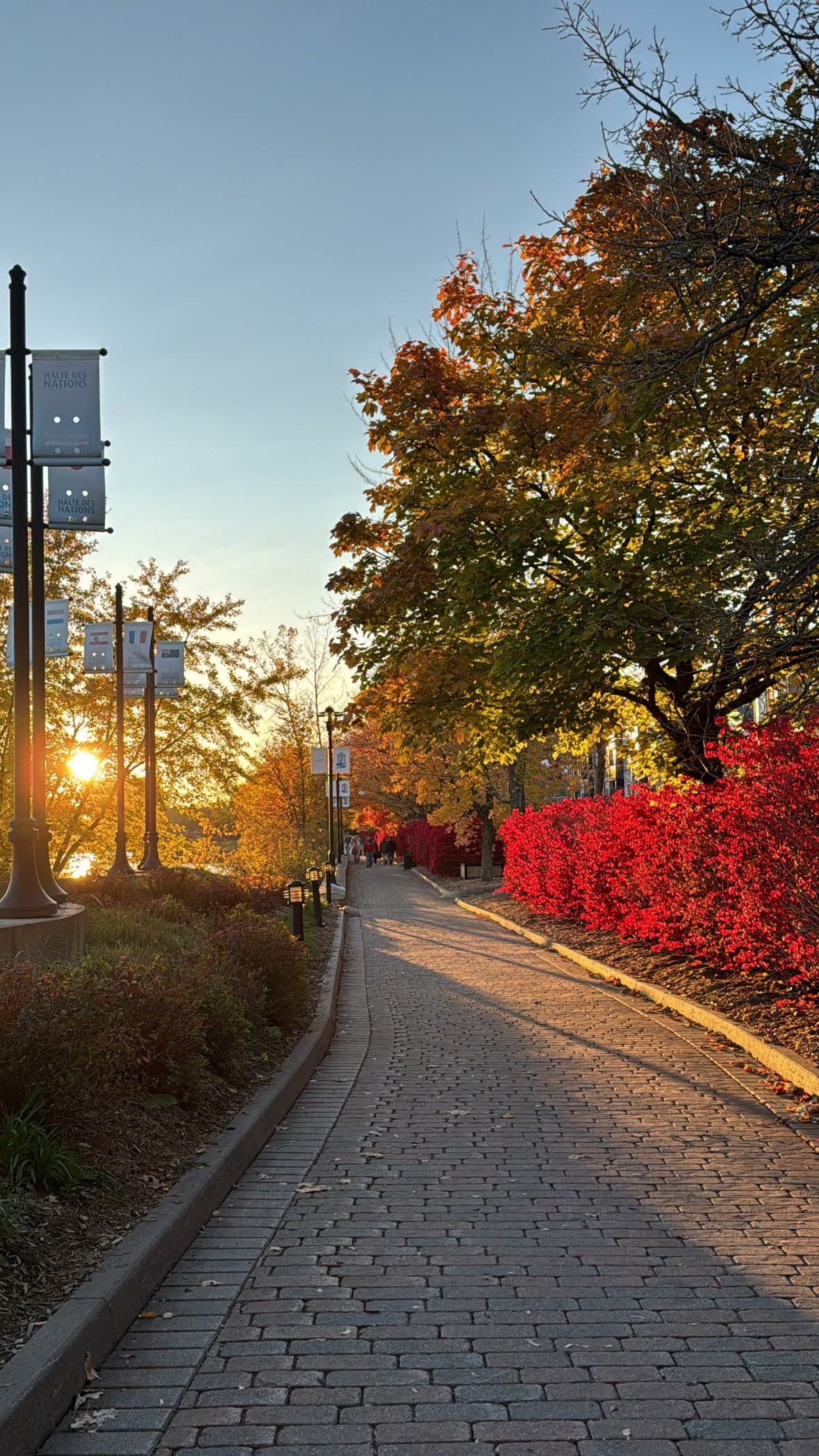
Promenade du Lac-des-Nations au mois d'octobre lors du coucher de soleil

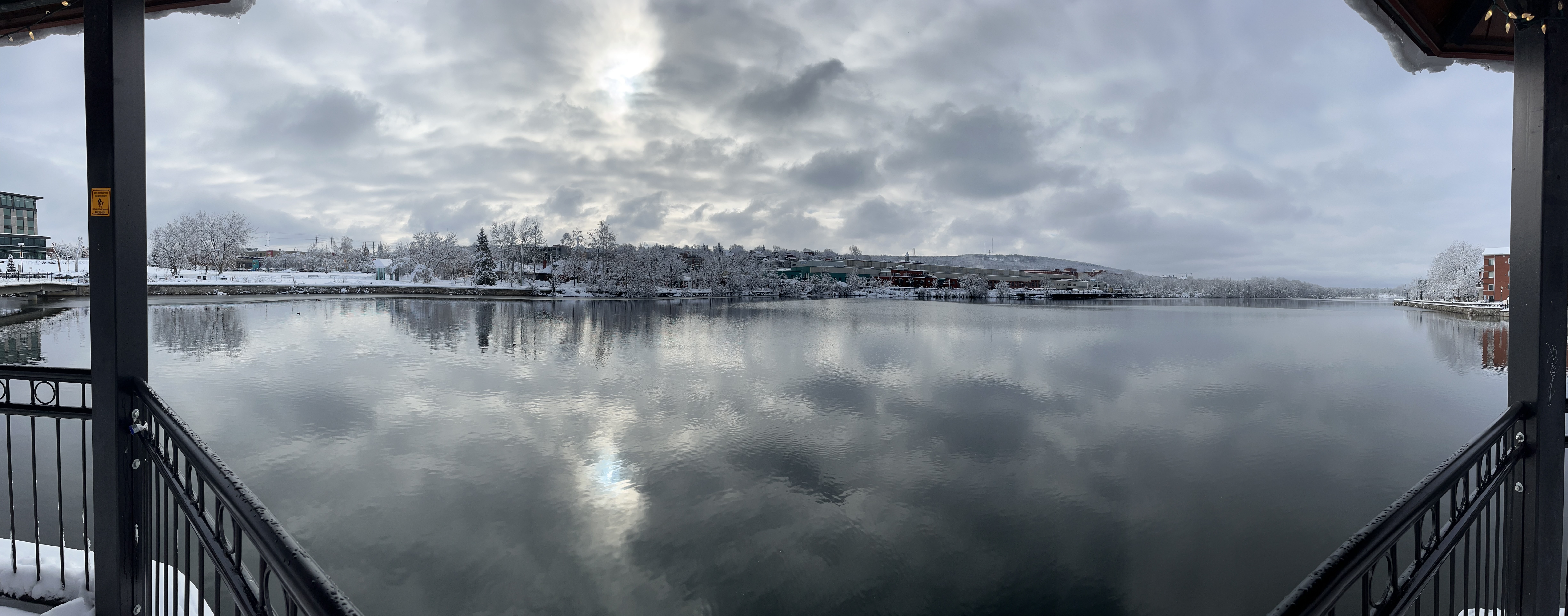
Vue panoramique du lac des Nations proche de la Rue de l'EsplanadeChute au Lac des Nations